# Bundesplatz (metrostation)
Bundesplatz is een metrostation in de Duitse hoofdstad Berlijn dat in 1971 werd geopend bij het gelijknamige ringlijn station.
In augustus 1961, twee weken na de bouw van de Muur, vervoerde lijn G, de huidige U9, de eerste reizigers tussen de stations Leopoldplatz en Spichernstraße. Reeds een jaar later begonnen de werkzaamheden aan de eerste zuidelijke verlenging van de lijn, via de Bundesallee naar Friedenau en Steglitz, die na een bouwtijd van negen jaar in gebruik zou komen. De metrobouw in West-Berlijn kende in deze periode dankzij de vele subsidies van de bondsregering een ware bloei. Op 29 januari 1971 kreeg niet alleen lijn 9 er vijf stations bij, waaronder Bundesplatz, maar werd ook lijn 7 naar het westen verlengd.
Tegelijkertijd met de bouw van de metrolijn legde men in de Bundesallee een tweetal autotunnels aan, waarvan er een zich onder de Bundesplatz bevindt. Het dwars op het S-Bahnstation gelegen metrostation Bundesplatz wordt door deze autotunnel in tweeën gedeeld en bevindt zich aan weerszijden ervan. Voor beide reisrichtingen is er een apart perron, ten noorden en ten zuiden van het station komen de gescheiden metrotunnels weer samen. Een vergelijkbare configuratie is te vinden in het eveneens onder de Bundesallee gelegen station Berliner Straße.
Zoals vrijwel alle Berlijnse metrostations uit deze periode werd Bundesplatz, gebouwd tussen 1962 en 1968, ontworpen door Rainer Rümmler. De wanden droegen aanvankelijk een bekleding van grijsblauwe (spoorzijde) en witte (perronzijde) tegels, die na dertig jaar echter versleten waren en gedeeltelijk loslieten. In 2006 onderging het station daarom een renovatie, waarbij men de betegeling op de perrons vernieuwde en aan de spoorzijde verving door metaalplaten. In de westelijke perronhal (richting Rathaus Steglitz) koos men voor verschillende blauwe tinten, de oostelijke hal (richting Osloer Straße) wordt gedomineerd door de kleuren bruin en beige.
Aan beide uiteinden van het station bevindt zich een tussenverdieping met uitgangen naar de Bundesplatz, de Bundesallee en enkele zijstraten. De verbinding met het S-Bahnstation bevindt zich in het midden van de perrons; hier zijn tevens liften aanwezig.